# 増田神社 (唐津市)
増田神社（ますだじんじゃ）は、佐賀県唐津市肥前町高串地区にある神社。旧社格は無格社。警察官を祭神とする日本で唯一の神社として知られる。御神体は、増田敬太郎巡査の木像。コレラ防疫活動に従事し、1895年（明治28年）7月24日に25歳の若さで病死した増田の遺骨を住民が祀った。

## 祭神

### 主祭神
巡査大明神（増田敬太郎巡査）
1869年（明治2年）8月10日、熊本県合志郡泗水村大字吉富字田中（現・菊池市泗水町）の豪農の長男として生まれる。幼少の頃より体格は立派であり、性格温厚と誰からも好かれる人物であった。1874年（明治7年）4月に泗水村尋常小学校及び永島益男塾に入り普通学と漢学を、1882年（明治15年）に泗水村の後藤官平塾で数学や測量学を学んでおり、特に数学に秀でていた。1888年（明治21年）に東京へ遊学して法律学、鉱山学、英語、速記術を学んだ。1890年（明治23年）2月、徴兵検査帰郷（長男免除）。その後、 熊本県阿蘇郡馬見原（現・山都町）の用水路整備や北海道開拓事業、地元泗水村での養蚕業などを経て、1895年（明治28年）7月に佐賀県巡査教習所（現在の佐賀県警察学校）へ入所する。
増田は上記の私塾では学業を修めていたことから一般教養に秀でており、本来3か月かかる巡査教習所の教習課程をわずか10日で習得し卒業する。1895年（明治28年）7月17日に佐賀県巡査を拝命し、19日には唐津警察署へ配属されることになった。

## 歴史

### 前史
1895年（明治28年）、日清戦争終結に伴い外地から兵士が帰還すると全国的にコレラが流行する。この年の患者数は全国で55,144名、死者は40,154名になっていた。7月には佐賀県東松浦郡入野村高串（現・佐賀県唐津市肥前町高串）でもコレラが発生し、真性40人、疑似34人、死者9人と猛威を奮った。
当時高串を担当していた巡査は病気がちであったため、後任者を警察本部から探していたところ、当時25歳で巡査を拝命したばかりの増田敬太郎が派遣されることになった。新人巡査である増田が高串の防疫という大役に抜擢された理由として、10日で巡査教習所を卒業した優秀さと伝染病対策に必要な衛生面の知識を有していたためであり、高串赴任の辞令が出された際には、ある警部から「佐賀県警察界にこれ以上の適任者はいない。どうかこの危機を救ってくれないだろうか」と言われたとされている。

### 増田巡査の高串赴任
増田は佐賀県巡査を拝命後、交通手段のない山道を超えて4日後には高串へ到着する。増田は区長と相談の上で「コレラ感染を防ぐには、一刻も早く患者と健康な人との接触を断たなければならない」と対策を講じ、発症者の家には縄を張り巡らせて消毒の上で人の往来を禁じた。また、住民には生水を飲まない、生で魚介類を食べないなど厳しく指導して回った。中には薬を飲んでから亡くなった発症者もいたことから誤解して「毒薬なんか飲まない」と言う発症者もいたが、増田はその患者にも根気よく説得し続けた。また、感染を恐れて発症者の遺体運搬が拒まれていることを見かねて、増田は自身で遺体を消毒し、むしろに巻いて背負って傾斜が急な坂道を何度も登っては墓地に埋葬していった。
住民は不眠不休で献身的に働く増田に対して次第に胸を打つようになったが、疲労が祟って高串着任の3日後である23日にはついに自身も感染してしまう。容体は急速に悪化し、「とても回復する見込みのないことは覚悟しています。高串のコレラは私が背負っていきますから御安心下さい。十分お世話せねばならぬ私が大変御厄介になりました。」と言い残して24日午後3時に死去する。その言葉通りに、猛威を振るっていたコレラは終息し、再び発症する村人はいなかった。7月26日、高串港からそれほど遠くない小松島で荼毘に付され、翌27日に唐津近松寺で唐津警察葬が行われた。

### 増田巡査の神格化
増田が死去した2日後、コレラに罹患した2人の子供を看病していた中村幾治の許に増田巡査が夢枕に立ったという。夢枕の増田巡査は、白シャツ姿に剣を抜いた大男で現れて「余はこの世になき増田敬太郎なるぞ、高串のコレラはわが仇敵にして冥府へ伴い行きれば安んじて子らの回復を待て、ゆめ看護を怠りそ」と厳かに言って消えた。翌日には増田巡査の死とその遺言の言葉を聞いた中村は夢枕の内容との一致に驚き、子供を懸命に看病した結果、子供2人も無事回復した。中村のほか同様の霊夢を見た住民は他に2件あり、伝え聞いた住民の間では増田巡査は神様として認識されるようになった。
荼毘に付された増田の遺骨は遺族によって故郷の泗水に埋葬されたが、一部は恩義を感じた村人によって分骨してもらい、地区の中にあった秋葉神社の一角に埋葬されていた。死後1ケ月経過したころには埋葬されていた場所に「故佐賀県巡査増田氏碑」が建立され、同年10月に石造の小祠が建立された。当初は高さ40センチメートルほどの小祠であったが、人づてに信仰が広まった結果、本格的に神社の体裁を取るようになり、増田の死後1年後の1896年（明治29年）9月には「各村よりの参詣絶ゆる間もなき有り様となりては、御碑を雨露に曝しまいらせ置くは恐れあり」と言う理由から、その小祠の前に瓦葺きの拝殿（2間×2間半）が建立された。
また、元々春分・秋分の日に行う「大祭日」として秋葉神社の祭りとして明治初期から行われていた「お籠り」が祭礼として行われるようになり、地元の高串から唐津や伊万里まで、遠くは福岡や長崎からも参拝者が訪れたという記録がある。1905年（明治38年）には社殿を増築して10坪程度の広さとなる。増築時には日露戦争の凱旋記念として2本の鳥居が建てられ、社殿に近い鳥居の扁額に「増田神社」、次の鳥居の扁額に「秋葉神社」が掲げられるようになる。なお、増田神社創立の時代背景として、国威発揚のために軍人が神社に祀られて神格化された日清・日露戦争当時の時代背景が関係していると指摘されている。また、1913年（大正2年）には再増築されて、玉垣や狛犬も新たに整備されていった。
2020年からの新型コロナウイルス感染症流行を受けて参拝する人もいるという。

### 警神としての顕彰
ここまでは、地元の守り神として祀られていたものだが、1923年（大正12年）頃、唐津署の警部補がたまたま祭礼に参加してから、警察関係者も注目するようになったという。今なお毎年増田巡査の命日である7月26日には夏祭りがあり、白馬にまたがる増田巡査の山車が出る。警察音楽隊、海上警備艇もパレードに参加している。日本で唯一の警神として、全国の警察官が足を運び、熊本県菊池市泗水町の生家の入り口横に顕彰碑がある。

## メディアでの紹介
増田はメディアに取り上げられており、NHK教育テレビの『知るを楽しむ』で2008年8月 - 9月、小松和彦の案内で「神になった日本人」というタイトルで8回の放送があり、第一回から、藤原鎌足、崇徳上皇、後醍醐天皇、佐倉惣五郎、豊臣秀吉、徳川家康、西郷隆盛と取り上げられ、最終回が増田敬太郎だった。

## 現地情報
所在地
- 佐賀県唐津市肥前町田野（旧東松浦郡肥前町大字田野字高串）

交通アクセス
- 唐津駅から車で30分。高串漁協から300メートル。
  - 昭和バスだと、唐津駅から徒歩500mほどの大手口から有浦線に乗車。ルートは行き先により異なるが、2回は乗り換えがある。40分から50分程度要す。

周辺
- 高串神社
- 渡錫ノ鼻（としゃくのはな） - 空海が派遣された時の勅許入唐の地と伝えられる。
- 高串アコウ自生北限地帯